# Сборная Грузии по футболу (до 17 лет)
Сборная Грузии по футболу до 17 лет — национальная грузинская футбольная команда, которая выступает на чемпионатах Европы среди игроков не старше 17 лет. Собирается под руководством Грузинской футбольной федерации. Главным тренером является Василий Майсурадзе, а капитаном команды — Георгий Абурджания.

## Краткая история
До 1991 года грузинские начинающие футболисты выступали за сборную СССР. В числе игроков, прошедших школу советской подготовки, являются Рамаз Шенгелия (чемпион Европы 1980 среди молодёжи), Виталий Дараселия (чемпион Европы 1980 среди молодёжи), Александр Чивадзе (участник чемпионата мира 1982 года), Кахабер Цхададзе (чемпион Европы 1990 среди молодёжи и участник чемпионата Европы 1992), Гела Кеташвили (олимпийский чемпион 1988 года) и другие. С 1992 года ведёт свою историю Грузинская футбольная федерация, в том же году Грузия вошла в УЕФА и ФИФА, а сборная Грузии начала проводить официальные матчи.
Юношеская сборная Грузии стала одной из первых команд Грузии, участвовавших в официальных турнирах под эгидой УЕФА: отборочном туре к чемпионату Европы 1994 года. Попытка квалифицироваться на турнир окончилась неудачей: команда проиграла обе встречи Швейцарии и Словении, заняв третье место в группе из трёх. В 1997 году команда вышла в финальную часть чемпионата Европы, но в группе проиграла опять все матчи — на этот раз Венгрии, Италии и Бельгии. Второй раз Грузия сыграла на чемпионате Европы в 2002 году, дойдя до стадии четвертьфинала и уступив будущим чемпионам — Швейцарии.
Третье участие Грузии в чемпионате Европы до 17 лет состоялось в 2012 году: кавказская команда совершила настоящее чудо, выиграв «группу смерти» в составе Испании, Англии и Украины. С испанцами была разыграна ничья 1:1 (причём грузины открыли счёт уже на 2-й минуте игры с пенальти), а англичане и украинцы были побеждены с одинаковым счётом 1:0. В финальной части грузинская сборная дошла до полуфинала, одержав в третьем туре группового этапа победу над Исландией со счётом 1:0 и уступив будущим чемпионам из Нидерландов со счётом 0:2, пропустив под занавес встречи оба гола.

## Состав сборной
Эти игроки участвовали в обоих предварительных раундах Евро-2012 среди игроков не старше 17 лет.
| Имя                 | Игры    | Голы    |         |
| Вратари             | Вратари | Вратари | Вратари |
| ------------------- | ------- | ------- | ------- |
| Александр Адамия    | 5       | 0       |         |
| Ника Шермадини      | 1       | 0       |         |
| Защитники           |         |         |         |
| Ника Чантурия       | 5       | 1       |         |
| Георгий Горозия     | 5       | 0       |         |
| Лаша Двали          | 2       | 0       |         |
| Александр Гурешидзе | 1       | 0       |         |
| Гига Самхарадзе     | 3       | 0       |         |
| Цотне Кебурия       | 1       | 0       |         |
| Алико Чакветадзе    | 1       | 0       |         |
| Георгий Габадзе     | 2       | 0       |         |
| Полузащитники       |         |         |         |
| Арчил Месхи         | 2       | 0       |         |
| Георгий Абурджания  | 4       | 0       |         |
| Ника Ахвледиани     | 5       | 1       |         |
| Чиабер Чечелашвили  | 5       | 3       |         |
| Торнике Мачавариани | 3       | 0       |         |
| Отар Какабадзе      | 5       | 0       |         |
| Георгий Папунашвили | 6       | 2       |         |
| Мате Цинцадзе       | 5       | 0       |         |
| Нападающие          |         |         |         |
| Вано Цилосани       | 3       | 0       |         |
| Дато Дарцимелия     | 4       | 0       |         |
| Давид Джикия        | 3       | 0       |         |
| Роман Чантурия      | 2       | 0       |         |
| Илья Кердзевадзе    | 3       | 0       |         |
| Алеко Мзевашвили    | 3       | 1       |         |